# Фортеця Ландскрон
Фортеця Ландскрон (нім. Burg Landskron) — укріплення на скелястому плато на висоті 135 м над рівниною, поблизу озера Оссіах. Розташоване на північному сході від Філлаха, що в Каринтії (Австрія).

## Історичний огляд

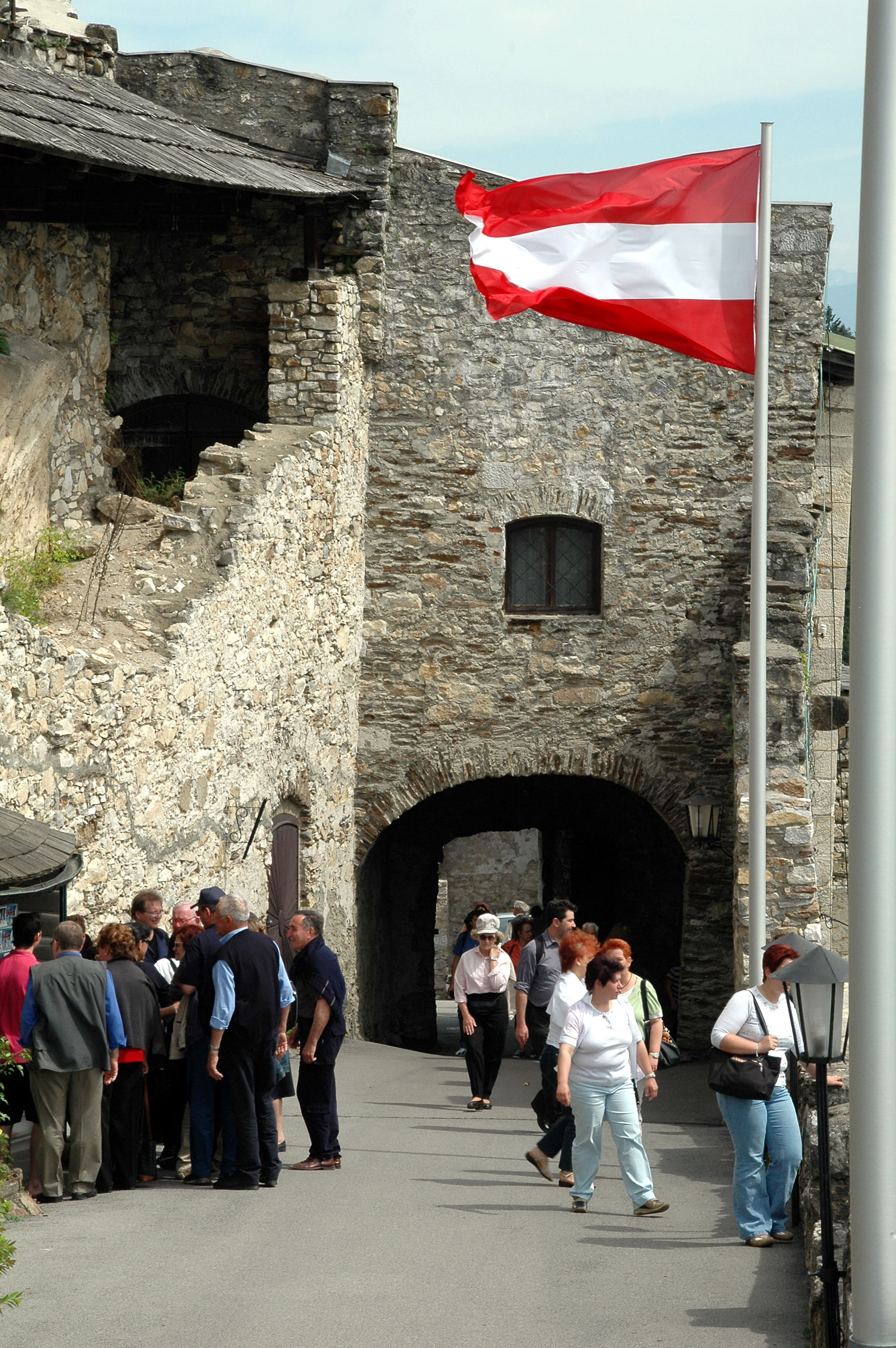
Вхід до фортеці

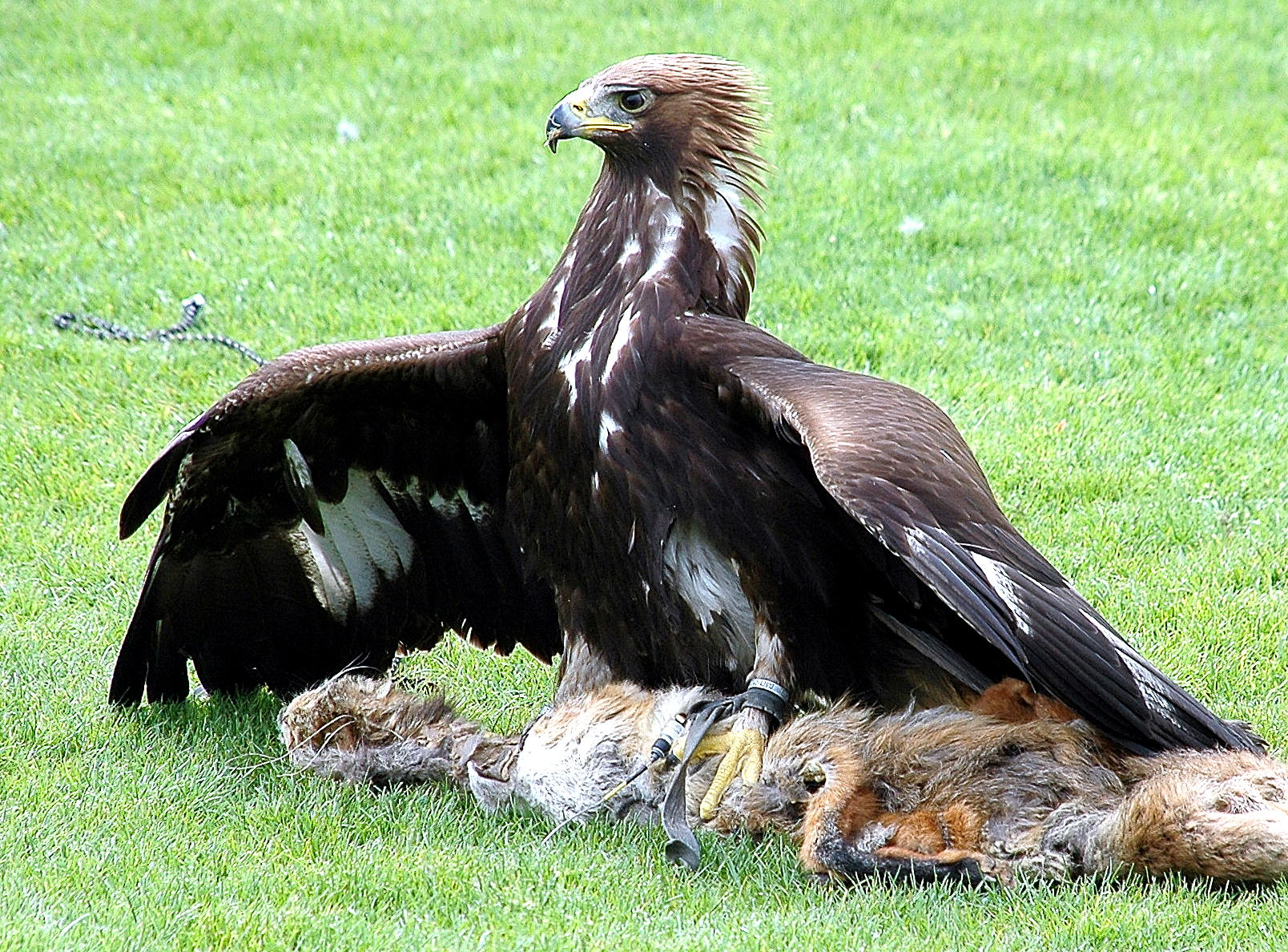
Беркут. Арена центру соколиного полювання у Ландскроні

Уперше про маєток на березі озера Оссіах згадується у 878 році, коли східно-франкський король Карломан Баварський передав його щойно заснованому монастирю Альтеттінга. 1028 року ця земля належала графу Озі з Хімґау. Він, імовірно, належав до династії Отакарів, що заснували неподалік Оссіахське абатство. У 1330 році Ландскрон придбав граф Ортенбург. 
Перша згадка про замок датується 25 липня 1351 року.
У 1355 році австрійський дім Габсбургів, що отримали титул герцогів Каринтії, придбав Ландскронський замок. У 1392 році перейшов у руки графів Цельських. 
У 1436–1447 роках замок належав лордам Штубенберг. У 1511 році був пожертвуваний імператором Максиміліаном I Ордену святого Георгія. У 1542 році замок придбав каштелян замку Ортенбурга Крістоф Кевенхюллер. У 1600 році він перетворив Ландскрон на свою резиденцію, що був перетворений на фортецю у ренесансному стилі із сімома вежами і подвійними мурами. У 1552 році Ландскрон відвідав імператор Карл V, який, рятуючись від протестантських військ курфюрста Саксонського Моріца, шукав притулок у Каринтії. Проте у 1628 року за наказом імператора Фердинанда II замок був конфіскований разом з іншим майном протестантської аристократії, до якої належали також Кевенхюллери. У 1639 року власником замку став граф Дітріхштайн. Однак після Вестфальського миру 1648 року Кевенхюллери розпочали тривалий, але безуспішний судовий процес за повернення замку. 
Ландскрон кілька разів (на початку XVI сторіччя, 1542, 1585 і 1812) нищила пожежа від блискавки. Після останньої замок не відновили. Поступово він був занедбаний. 
У 1953 році проведені певні роботи із збереження руїн. На території колишнього замку відкрито ресторан. Нині замок відомий своїм центром соколиного полювання.